# Був'є
Був'є — український музичний гурт з Луцька, проєкт Сашка Положинського, лідера відомого українського гурту Тартак.

## Назва
За словами лідера «Був'є» Сашка Положинського: «Часто в моїй голові з'являються якісь ідеї, щоб їх не забути — занотовую. Якось давно виникло в голові таке слово „Був'є“, як поєднання двох слів „був“ і „є“, з використанням такого стильного українського апострофу. Подумав, що це могло би стати гарною назвою для якогось музичного проєкту. Щоб не забути, записав це слово на великому аркуші паперу, який висів у мене на стіні, саме для того, щоб записувати якісь ідеї, плани, проєкти. Оце слово кілька років висіло в мене на стіні, а я й не знав, що колись так назву свій новий проєкт». 
«Був'є» — сталість буття — був, є, значить, є великі шанси, що й буде. Був — як основа, фундамент, якесь минуле, якась історія. Є — як безперервність існування: зараз — є, завтра — є, потім — знову є, і так є постійно, поки є.
Однією з причин створення проєкту Сашко Положинський вказує, що він писав більше пісень ніж міг грати «Тартак».

## Історія проєкту
Дебютна пісня «Не свари мене, мамо» була оприлюднена 15 квітня 2014 року, а перший живий виступ відбувся на сцені фестивалю Бандерштат 2 серпня 2014 року, де було презентовано 9 музичних композицій.
24 серпня 2014 року, на День Незалежності України, був оприлюднений сингл гурту «Стіна ».
19 листопада 2015 року музиканти оприлюднили на своєму YouTube-каналі  дебютний відеокліп на пісню «Голова ».
5 січня 2016 року було презентовано дебютний студійний альбом «12 пісень, якими Був'є сповіщає про своє існування».
Також у 2016 році гурт записав спільно з Віктором Павліком роковий кавер на пісню «Бо В Сні Відлітаю». Цього ж року гурт грав на фестивалі Гольський FEST.
15 квітня 2019 року «Був'є» святкував п'ятиріччя та презентував другий студійний альбом «12 Пісень, Якими БУВ'Є Не Хоче Нікому Нічого Доводити». У 2019 році гурт також запланував проведення першого сольного концертного туру такими містами Кропивницький, Дніпро, Харків, Полтава, Луцьк, Львів, Тернопіль, Івано-Франківськ, і Київ. Ось як Сашко Положинський каже про довгий строк підготовки до першого сольного концертного туру: 
| "Просто ми з Був’є раніше виступали лише на фестивальних майданчиках, на збірних концертах, де програма була максимум на годину. У нас і пісень не було більше, ніж на цю саму годину з хвостиком. А для сольного концерту – це, як мені здається, трошечки замало. Там треба як мінімум півтори години пограти, а оскільки людям завжди мало, краще пограти дві. Оскільки у нас у цьому році 5-річчя, і виходить другий альбом, це означає, що пісень у нашому репертуарі тепер буде значно більше, і вже є з чим виступати на сольних проєктах.".[11] |
5 лютого 2020 року Олександр Положинський вийшов з гуртів Тартак і «Був'є».  В  2022 році Олександр Положинський повернувся до гурту презентувавши третій альбом "12 пісень, якими Був’є наповнювався впродовж семи років", до якого ввійшли як окремі сингли, так і нові сім пісень.

## Дискографія

### Альбоми
- 12 пісень, якими Був'є сповіщає про своє існування (2016)[14]
- 12 пісень, якими Був'є не хоче нікому нічого доводити (2019)[15][16]
- 12 пісень, якими Був’є наповнювався впродовж семи років (2022)[17][18]

### Сингли
- 2014 — Не свари мене, мамо (дебютна композиція)
- 2014 — Стіна
- 2015 — Голова

- 2015 — Закохані
- 2016 — Бронзове тіло[19]
- 2018 — Ось тобі моя рука
- 2018 — Легіон
- 2021 — Гасли ми
- 2022 — Моєї дискотеки треки
- 2022 — Клаптики холодного вогню

## Відеографія
- Не свари мене, мамо  (2014);
- Стіна  (2014);
- Голова  (2015);
- Я Біжу  (2016);
- Закохані  (2016);
- Легіон (2018);
- Сонечко Шкварить  (2018);
- Ось Тобі Моя Рука  (спільно з телеканалами «Футбол 1/2»);[20]
- Гасли ми  (Олександр Положинський та Був'є);[21]
- Клаптики Холодного Вогню (Олександр Положинський та Був'є).

## Склад гурту
- Вадим Захарченко — гітара
- В'ячеслав Короткий — бас-гітара
- Валентин Миронюк — барабани
- Сашко Положинський — фронтмен гурту, вокал та тексти
- Роман Сорока — аранжування[22] та саунд-продюсування

## Цікаві факти
Вадим Захарченко та Валентин Миронюк деякий час були також музикантами луцького гурту «Фіолет».
В обкладинці альбому «12 пісень, якими Був'є сповіщає про своє існування» використано роботи митця Олега Денисенка .
Пісня Закохані є саундтреком до фільма «Жива» та презентована гуртом на другу річницю створення.